# بهمن ساکی
بهمن ساکی (متولد ۱۹ اسفند ۱۳۴۸) شاعر، نویسنده و پژوهشگر ایرانی است. او دارای فعالیت ها و سوابق ادبی، علمی و پژوهشی گوناگونی از جمله چندین مجموعه شعر، مقالات و پژوهش های ادبی، مدیریت همایش ها و کنگره های شعر و ادبیات و مردم شناسی در خوزستان، داوری جشنواره های ادبی شعر خلیج فارس، شعر خوزستان، شعر ولایی و دبیری چندین دوره جشنواره شعر دفاع مقدس خوزستان، دبیر اجرایی جایزه ادبی خوزستان است.

## زندگی
بهمن ساکی متولد ۱۳۴۸ در اهواز است. از آثار او می‌توان به آهوان پیر، تا انتهای خستگی ماه، مجموعه کتاب پل، با پریان گریخته از شیشه‌های عطر، نامه خوزستان، مکالمات شبانه و فرهنگ گونه‌های نوپدید در شعر معاصر فارسی منتشر شده در انتشارات عصر داستان اشاره کرد. او سابقه دبیری و داوری در جشنواره شعر فجر، داوری در جشنواره سراسری پروین اعتصامی و دبیری در ادوار مختلف جایزه کتاب سال خوزستان و جایزه ادبی دانشجویی اهوا را در کارنامه خود دارد.
بهمن ساکی در سال ۱۳۹۷ از طرف وزیر وقت فرهنگ و ارشاد اسلامی سید عباس صالحی به عنوان دبیر جشنواره شعر فجر منصوب گردید.

## آثار
آهوان پیر، (مجموعه شعر)، کتاب نیستان ۱۳۸۱
تا انتهای خستگی ماه، (مجموعه شعر)، نشر تکا، چاپ سوم ۱۳۸۷
مجموعه کتاب پل (۲۱ عنوان)؛ گزیدهٔ شعر خوزستان، زیر نظر بهمن ساکی و علی یاری، نشر کلام، ۱۳۹۱
با پریان گریخته از شیشه‌های عطر، (مجموعه شعر)، نشر نیماژ ۱۳۹۴
نامهٔ خوزستان؛ در فرهنگ و ادبیات خوزستان؛ زیر نظر بهمن ساکی با همکاری فردین کوراوند و مجتبی گهستونی، نشر خوزان، ۱۳۹۵
فرهنگ گونه‌های نوپدید در شعر معاصر فارسی، جلد نخست، (پژوهش ادبی)، عصر داستان، ۱۳۹۷
فرهنگ گونه‌های نوپدید در شعر معاصر فارسی، جلد دوم، (پژوهش ادبی)، عصر داستان، ۱۳۹۷
مکالمات شبانه؛ یک چند شعر کرونولوژیک، نشر خوزان، ۱۳۹۹
شعر متامدرن؛ اختلال اضطراب پساپسانوگرا؛ سرودهٔ ام. اچ. فراست، (ترجمه)، نشر خوزان ۱۴۰۰ (به همراه سعید سپهری کیان)